# Nahr-e Hajji Mohammad
Nahr-e Hajji Mohammad (em persa: نهرحاجي محمد, também romanizada como Nahr-e Ḩājjī Moḩammad; também conhecida como Ḩājj Moḩammad, Ḩāj Moḩammad e Nahr-e Ḩājj Moḩammad) é uma aldeia do distrito rural de Noabad, no condado de Abadan, na província de Khuzistão, Irã.
Segundo o censo de 2006, sua população era de 75 habitantes, em 18 famílias.